# Nahverkehr in Worms

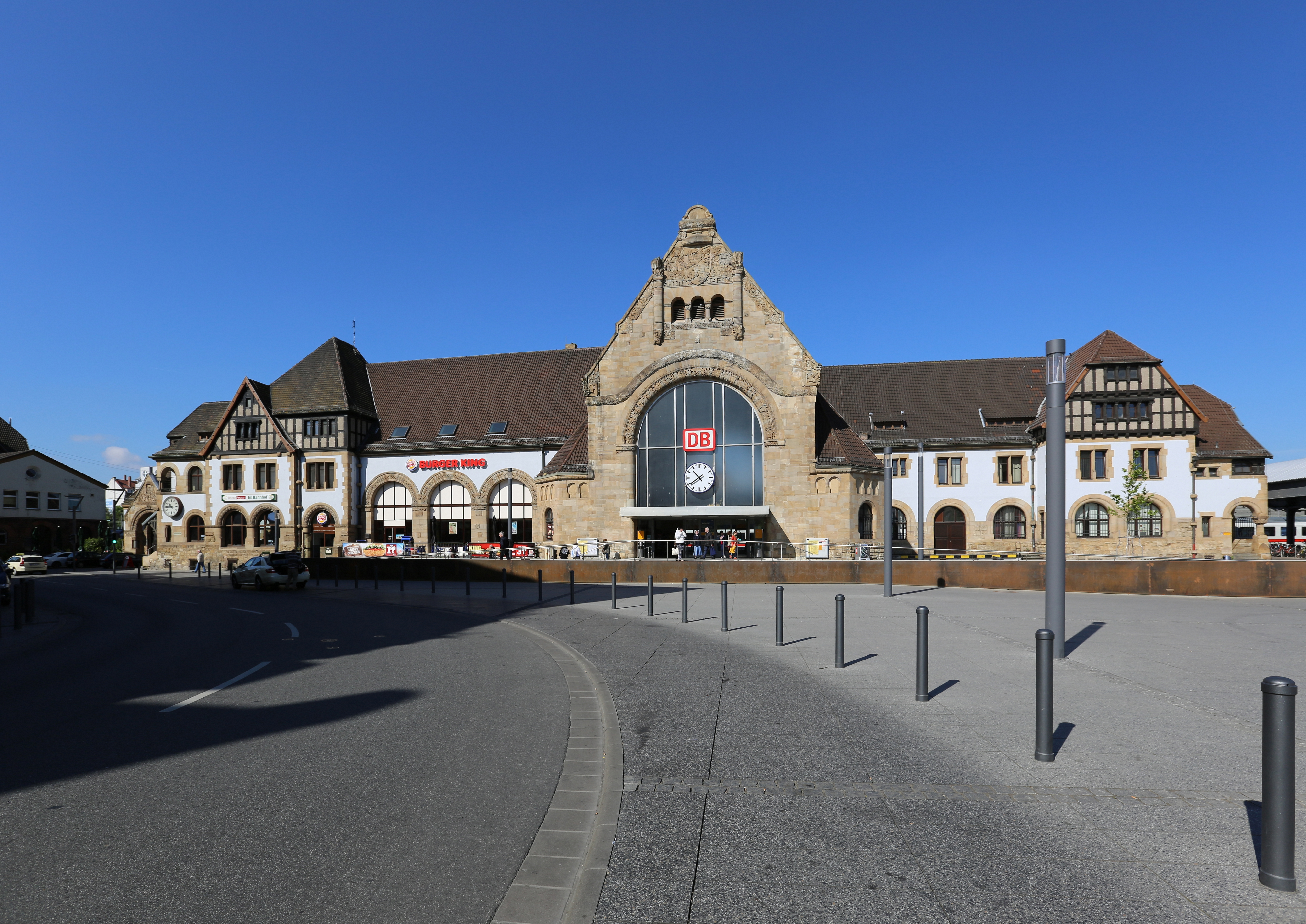
Wormser Hauptbahnhof

Der Öffentliche Personennahverkehr in Worms wird primär von einem Omnibusnetz bedient, das durch den stärker überörtlich ausgerichteten Eisenbahnverkehr ergänzt wird. Zentraler Verknüpfungspunkt der Omnibuslinien untereinander und mit den Bahnlinien ist der Wormser Hauptbahnhof, daneben gibt es derzeit einen weiteren Haltepunkt.

## Eisenbahnverkehr
Seit dem Anschluss an das Streckennetz der Hessischen und Pfälzischen Ludwigsbahn 1853 ist Worms ein bedeutender Eisenbahnknotenpunkt. Heute halten am Wormser Hauptbahnhof zwar nur noch einzelne Fernverkehrszüge, über Mannheim oder Mainz ist Worms aber gut an den Fernverkehr angebunden. Im Nahverkehr fahren zudem Züge in alle Himmelsrichtungen im Taktverkehr. Das Empfangsgebäude des Bahnhofs ersetzte 1904 nach Plänen des Architekten Fritz Klingholz das erste zu klein gewordene von 1853.

### Hauptstrecke Mainz–Worms–Ludwigshafen/Mannheim

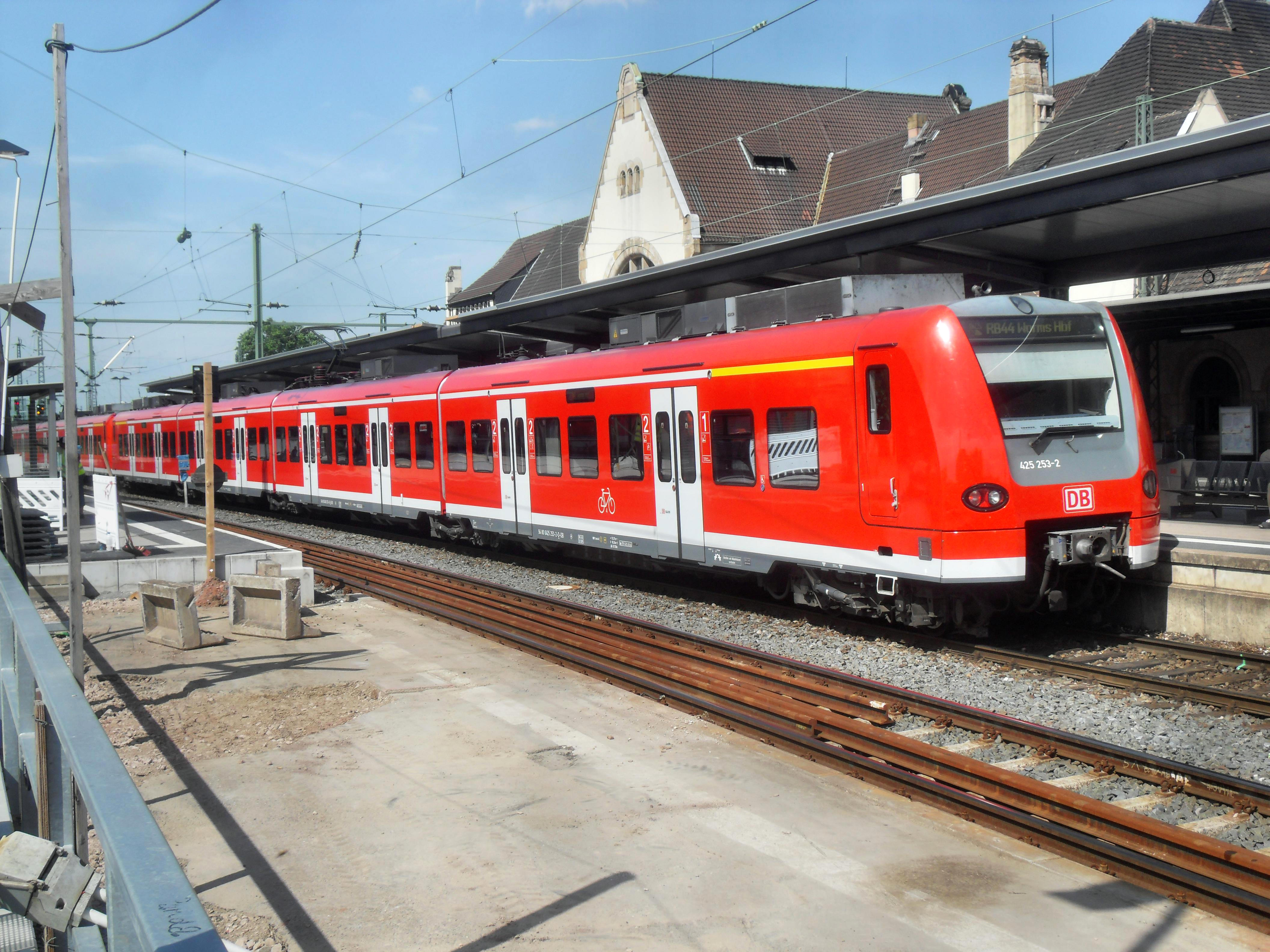
RegionalBahn der DB-Baureihe 425 im Wormser Hauptbahnhof nach Ankunft von Mannheim Hauptbahnhof auf der Bahnstrecke Ludwigshafen–Mainz

Neben halbstündlichen S-Bahnen nach Mannheim und Mainz hält auf der Bahnstrecke Mainz–Worms–Ludwigshafen/Mannheim der stündliche Regionalexpress zwischen Karlsruhe bzw. Mannheim und Frankfurt am Main (über Mainz). In Mannheim und Mainz bestehen Anschlüsse an den Fernverkehr, in Ludwigshafen an die weiteren Linien der S-Bahn RheinNeckar sowie in Frankenthal in Richtung Grünstadt–Ramsen.

### Richtung Westen (Rheinhessen, Weinstraße)
Auf der Rheinhessenbahn verkehrt von Worms aus eine stündliche Regionalbahn über Alzey nach Bahnhof Bingen (Rhein) Stadt. Der Abschnitt bis Bahnhof Monsheim ist auf einen Halbstundentakt verdichtet, dort besteht Anschluss in Richtung Grünstadt–Bad Dürkheim, sowie bis 2017 im Sonn- und Feiertagsverkehr von Mai bis Oktober auch an die Zellertalbahn nach Hochspeyer.

### Richtung Osten (Südhessen)
Eine stündliche Regionalbahn stellt in Biblis Anschluss an den auf der Riedbahn verkehrenden Regionalexpress nach Frankfurt am Main her. Zudem verkehrt auf der Nibelungenbahn eine stündliche Regionalbahn nach Bensheim mit Anschluss an die Züge auf der Bahnstrecke Frankfurt am Main–Heidelberg. In Bensheim halten auch zahlreiche Intercity-Züge.

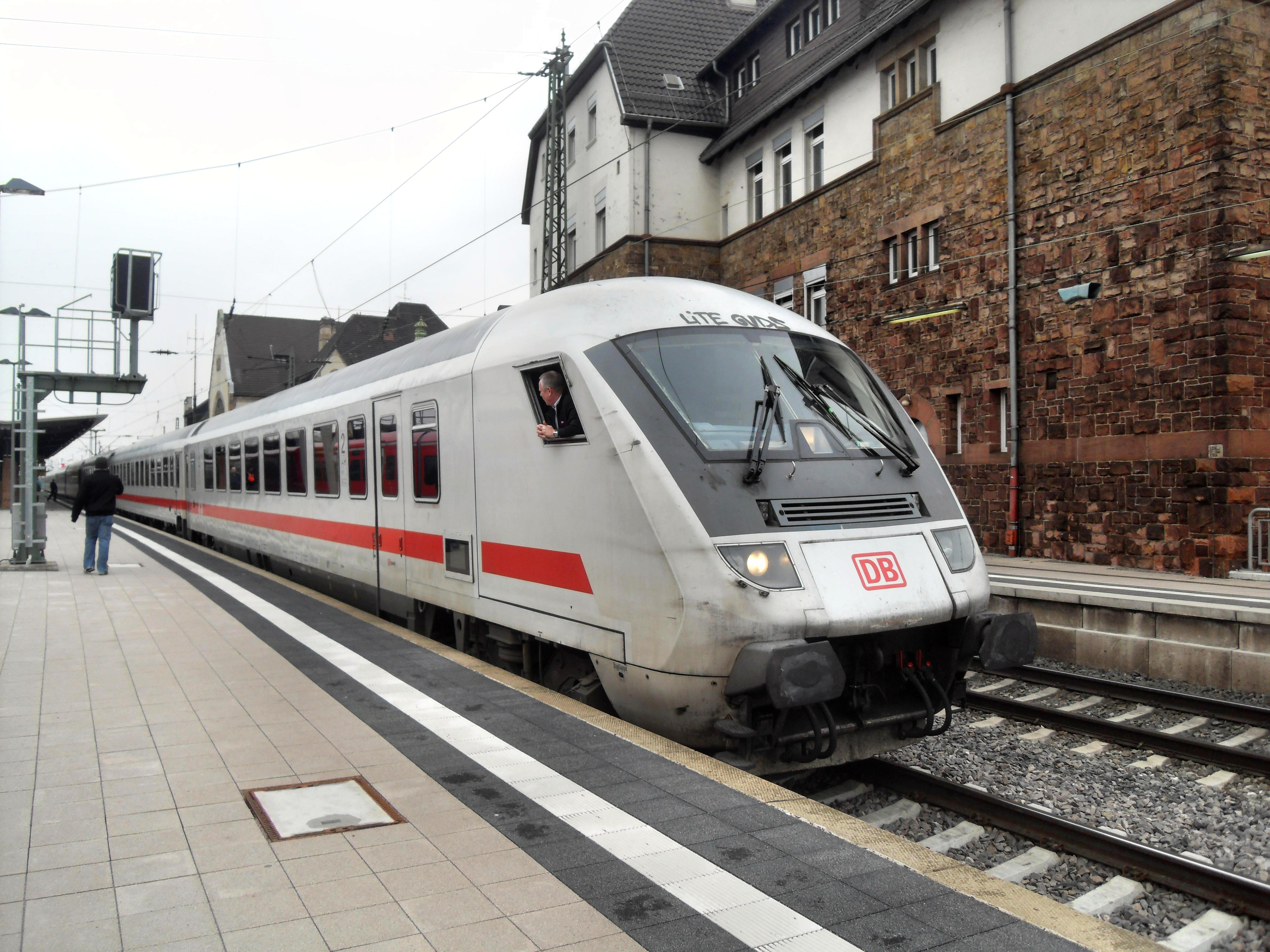
Intercity im Wormser Hauptbahnhof
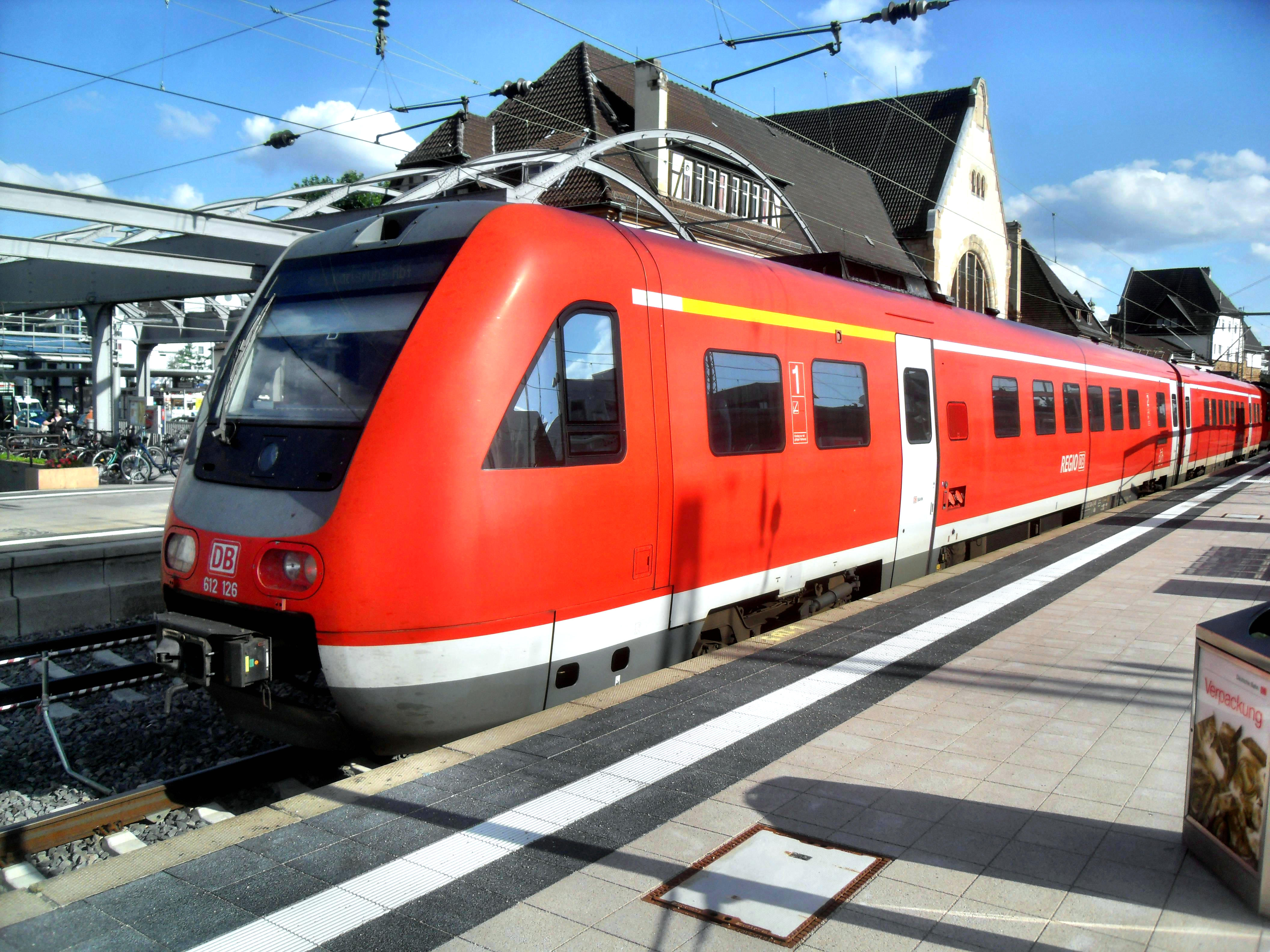
RegionalExpress mit Dieseltriebwagen der DB-Baureihe 612 auf dem Weg nach Karlsruhe
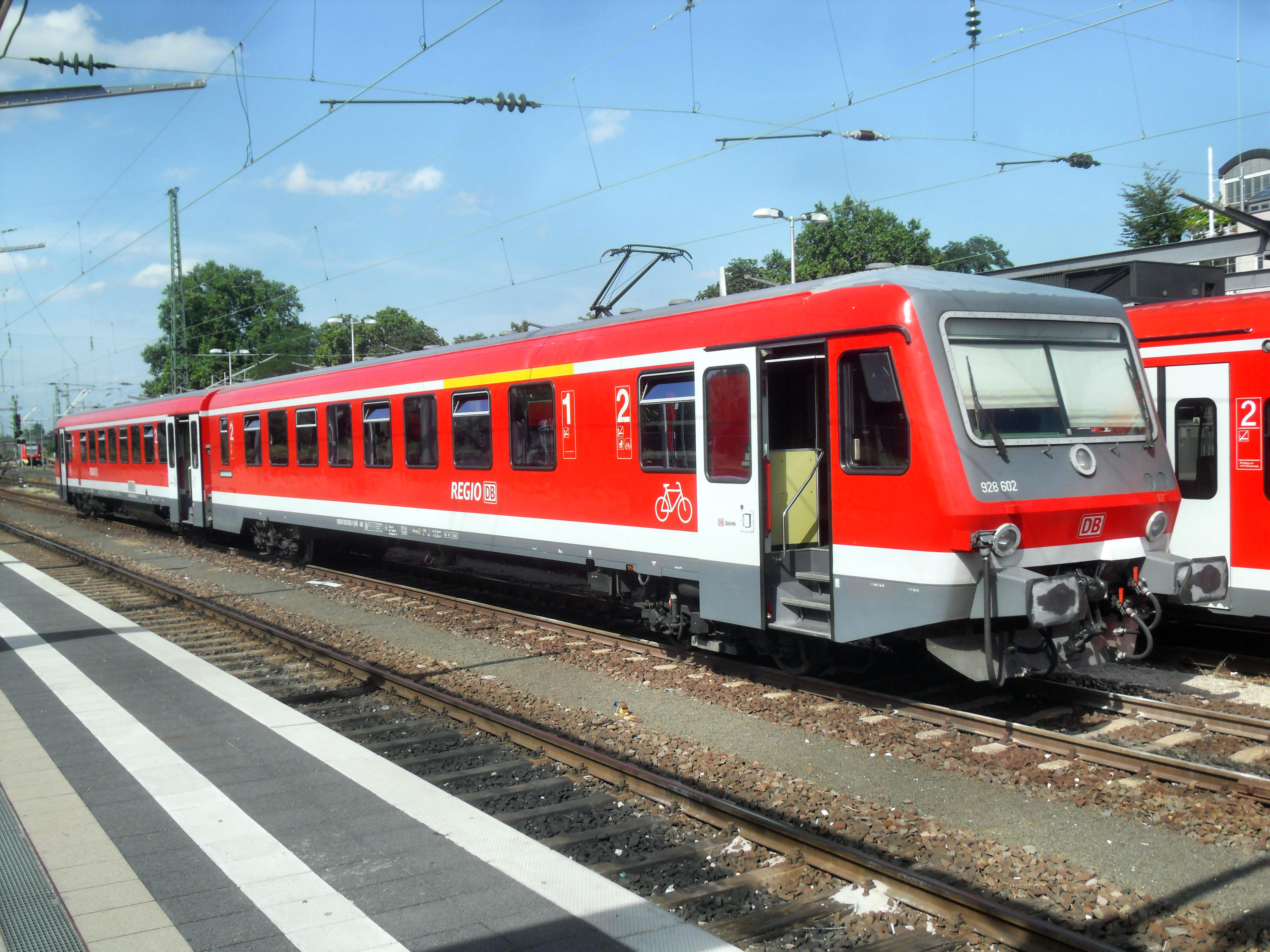
RegionalBahn mit Triebwagen der DB-Baureihe 628 im Wormser Hauptbahnhof vor einem Einsatz auf der Nibelungenbahn nach Bensheim
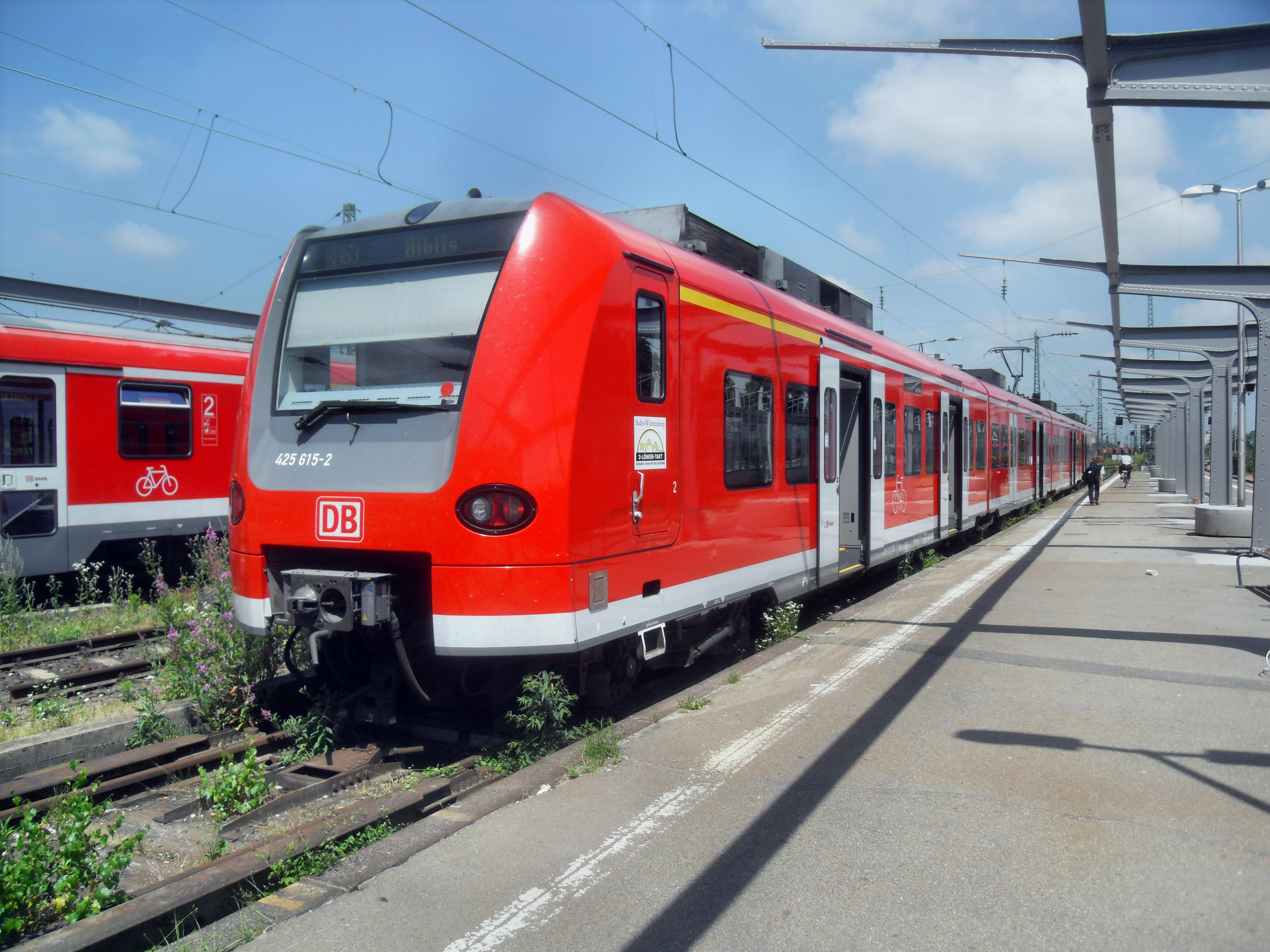
RegionalBahn mit Triebwagen der DB-Baureihe 425 auf dem Weg nach Biblis

### Bahnhöfe/Haltepunkte
In Worms werden folgende Bahnhöfe und Haltepunkte im Takt bedient:
- Worms Hbf (alle Linien)
- Pfeddersheim (RB 35)

Bis zum Fahrplanwechsel im Dezember 2014 hielten Züge der RB-Linie 63 am Haltepunkt Worms Brücke. Diese Station wurde daraufhin aufgrund geringer Reisendenzahlen geschlossen. Zum Schluss nutzten weniger als vier Reisende am Tag den Haltepunkt. Zudem gab es Sicherheitsmängel aufgrund abrutschender Böschungen.

### Linienübersicht
Im Folgenden eine Aufstellung aller Linien:
| RE 4  | (Frankfurt am Main) – Mainz – Worms – Frankenthal – Ludwigshafen – Schifferstadt – Speyer – Germersheim – Karlsruhe | zweistündlich |
| RE 14 | (Frankfurt am Main) – Mainz – Worms – Frankenthal – Ludwigshafen – Mannheim                                         | zweistündlich |
| RB 35 | Bingen Stadt – Alzey – Monsheim – Worms (Rheinhessenbahn)                                                           | stündlich     |
| S 6   | Mainz – Worms – Frankenthal – Ludwigshafen – Mannheim                                                               | halbstündlich |
| RB 62 | Worms – Biblis (Riedbahn) (dort Anschluss an RE 70 nach Frankfurt)                                                  | stündlich     |
| RB 63 | Worms – Bürstadt – Bensheim (Nibelungenbahn)                                                                        | stündlich     |

### Weitere Planungen und Erweiterungen

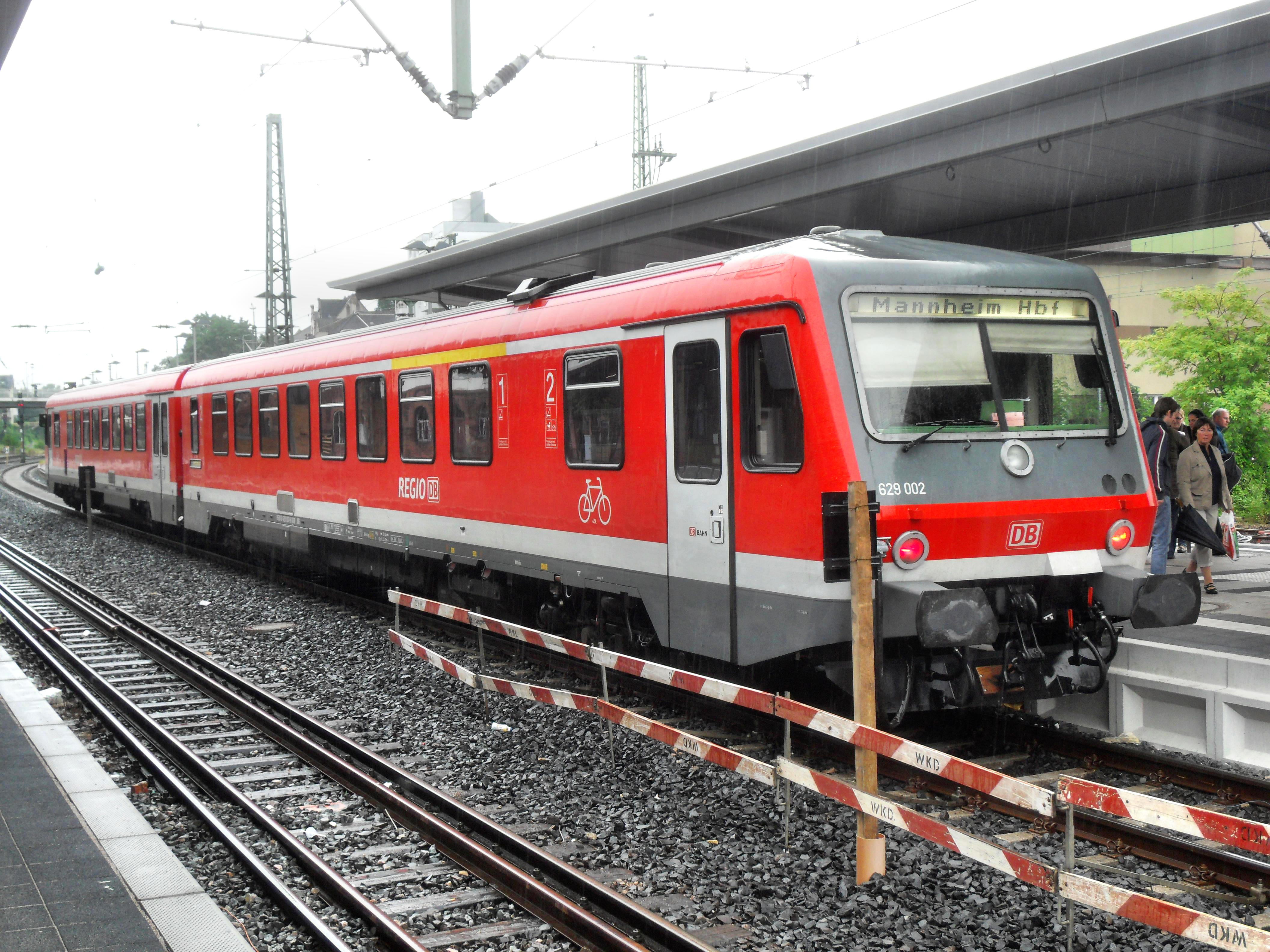
RB der Baureihe 629 im Wormser Hauptbahnhof auf dem Weg nach Mannheim

Neben der Bedienung durch die Regionalbahnen über Monsheim und Alzey nach Bingen am Rhein (RB 35) wird derzeit eine Reaktivierung der Zellertalbahn nach Kaiserslautern im regulären Taktverkehr erwogen. Ende Dezember 2012 wurde ein Finanzierungspaket in Höhe von 53 Millionen Euro für die Sanierung und den Bau von Stationen der S-Bahn RheinNeckar in Rheinland-Pfalz auf der Bahnstrecke Mainz–Ludwigshafen unterschrieben. Die zunächst für den Bau in Erwägung gezogenen Stationen Worms-Nord und Worms-West wurden nicht gebaut. Später denkbar ist demnach außerdem der Bau einer Station „Worms-Süd“. Seit Dezember 2018 ist die Strecke in das System der S-Bahn RheinNeckar eingebunden. Dabei war eine Durchbindung von Mainz über Worms und Mannheim nach Heidelberg vorgesehen. Ab diesem Zeitpunkt sollen die S-Bahnen abends und am Wochenende im Halbstundentakt fahren. Die neue Linie S 6 fährt stattdessen regelmäßig von Mainz über Worms und Mannheim bis Bensheim.
Durch das Landesprojekt Rheinland-Pfalz-Takt 2015 verkehrt seit Dezember 2014 eine zusätzliche zweistündliche Regionalexpress-Linie von Mainz über Worms und Ludwigshafen am Rhein nach Mannheim, die im stündlichen Wechsel mit dem Regionalexpress Mainz–Worms–Ludwigshafen–Karlsruhe verkehrt. Von Worms besteht nun nach Mainz und Ludwigshafen am Rhein eine stündliche Verbindung im schnellen Regionalverkehr. Seit dem Fahrplanwechsel im Dezember 2018 fahren diese Linien aus Richtung Worms über Mainz und Frankfurt-Höchst bis Frankfurt Hauptbahnhof.
Von 2007 bis 2010 wurden umfangreiche Bauarbeiten an den Gleisen und Bahnsteigen im Wormser Hauptbahnhof durchgeführt. So erhielten die Bahnsteige im Hauptbahnhof neue Dächer und auch neue digitale Fahrgastinformationssysteme und die Bahnsteige wurden erhöht. Des Weiteren wurden alle Treppenanlagen der Bahnsteige zu den Gleisen 1 bis 5 zu der Fußgängerunterführung abgerissen und durch neue Treppen sowie auch behindertengerechte Aufzüge ersetzt. Ferner wurde außerdem die seit Juli 2008 weggefallene öffentliche Toilettenanlage im Sommer 2010 an neuer Stelle im Bahnhofsgebäude bei den Gleisen 1 und 8 errichtet. Alle diese Arbeiten wurden im Frühjahr 2010, die auch als Vorarbeiten zur Neueinrichtung der S-Bahn RheinNeckar auf der Strecke Mainz–Mannheim gedacht sind, abgeschlossen. Des Weiteren wurde vom September 2010 bis Mai 2013 der östliche Bahnhofsvorplatz komplett umgestaltet. Dabei wurde der alte Busbahnhof komplett abgerissen und das frei werdende Gelände wurde neu gestaltet. Hier wurden behindertengerechte Rampen zum Bahnhofsgebäude, Pflanzen und Sitzgelegenheiten errichtet.

## Busverkehr
Von 1906 bis 1956 wurde der öffentliche Nahverkehr in Worms durch die Straßenbahn Worms erbracht. Seither wird der Stadtverkehr ausschließlich durch Busse bedient.
Das gesamte Wormser Stadtgebiet einschließlich aller Stadtteile wird durch elf Stadtbuslinien sowie mehrere Regionallinien bedient. Spätabends fahren Nachtbusse auf drei Linien sowie Ruftaxis. Der Zentrale Omnibusbahnhof ist unmittelbar am Wormser Hauptbahnhof gelegen, daneben ist die Bushaltestelle Marktplatz ein wichtiger Umsteigeknoten.
Durch die Verschmelzung von Teilen der Stadtwerke Worms mit der EWR AG wurde als Nachfolger die Stadt Worms Verkehrs-GmbH neue Konzessionärin des Wormser Stadtbusverkehrs. Diese hat seit 2002 im Rahmen eines Kooperationsmodells durch die private Busverkehr Rhein-Neckar GmbH (BRN) den Busverkehr durchgeführt.
Seit 15. Juni 2014 wird der Busverkehr in Worms nach gewonnener Ausschreibung durch die DB Regio Bus Mitte GmbH erbracht.
Im Spät- und Wochenendverkehr wird das Busnetz teilweise durch Ruftaxis mit abweichender Linienführung ersetzt. Außerdem findet Fernbusverkehr statt.

### Linien im Stadt- und Umlandverkehr
- 401 Hauptbahnhof – Marktplatz – Schwimmbad/Stadion – Pfiffligheim – Leiselheim – Klinikum/Herrnsheimer Höhe
- 402 Hauptbahnhof – Marktplatz – Vorstadt – Zollhaus – Weinsheim – Horchheim Wendeplatz
- 403 Hauptbahnhof – Neuhausen – Herrnsheim - Abenheim Fronstraße
- 404 Hauptbahnhof – Vorstadt – Horchheim – Wiesoppenheim – Heppenheim Mitte
- 405 Hauptbahnhof – Marktplatz – Karlsplatz – Leiselheim – Pfeddersheim Paternusschule
- 406 Hauptbahnhof – Mainzer Straße – Industriegebiet Nord - Nordendsiedlung -  Neuhausen - Herrnsheim Park
- 407 Hauptbahnhof – Neuhausen – Nordendsiedlung – Klinikum/Herrnsheimer Höhe
- 408 Hauptbahnhof – Karlsplatz – Hochheim – Friedhof – Herrnsheim – Klinikum/Herrnsheimer Höhe
- 409 Hauptbahnhof – Marktplatz – Karl-Marx-Siedlung
- 410 Hauptbahnhof – Marktplatz – Am Salzstein (Rheinufer)
- 430 Marktplatz – Westhofen – Dittelsheim-Heßloch – Gau-Heppenheim – Alzey
- 431 Rathaus/Hauptbahnhof – Mainzer Straße – Industriegebiet Nord – Rheindürkheim – Osthofen
- 432 Hauptbahnhof – Rheindürkheim – Ibersheim – Hamm – Eich – Gimbsheim – Guntersblum
- 434 Marktplatz – Karlsplatz - Pfiffligheim - Pfeddersheim  – Westhofen – Osthofen
- 435 Hauptbahnhof – Bildungszentrum – Friedhof – Herrnsheim – Osthofen – Hessloch – Gau-Odernheim – Alzey

Die Stadtbuslinien werden von der Worms - mein Zarth Bus betrieben und die Umlandbuslinien von der Behles - Gruppe betrieben.

### Regionalbuslinien
- 451 Worms Hbf. – Heppenheim – Offstein – Grünstadt
- 642 Worms Hbf. – Wehrzollhaus – Hofheim (Ried) – Nordheim – Biblis  (Zweistündlich; nur an Werktagen)
- 644 Worms Hbf. – Rosengarten – Lampertheim – Viernheim (Nur Stündlich nach Vernheim!)
- 646 Worms Hbf. – Bürstadt – Einhausen – Lorsch – Bensheim

Die Linien 644 und 646 werden von der Verkehrsgesellschaft Gersprenztal mbH (VGG) bedient. Die Linie 451 betreibt die VLL – Verkehrsbetriebe Leininger Land – Eistal-Bus GmbH. Die Linie 642 wird von Reisebüro Müller betrieben.

### Ruftaxis
- 4901 Ruftaxi Worms/Verbandsgemeinde Monsheim Worms – Offstein – Monsheim – Wachenheim – Mölsheim (und zurück)
- 4902 Ruftaxi Worms Worms – Coswig-Siedlung – Rheindürkheim – Ibersheim (und zurück)
- 4903 Ruftaxi Worms/Verbandsgemeinde Monsheim Worms – Neuhausen – Hochh. – Abenheim – Mörstadt – Dalsheim (und zurück)
- 4904 Ruftaxi Verbandsgem. Eich/Stadt Worms/Stadt Osthofen Hamm – Alsheim – Hamm – Worms – Osthofen – VG Eich (und zurück)
- 4905 Ruftaxi Worms Worms Hbf/ZOB – Tiergarten Worms und zurück (und zurück)
- 4906 Ruftaxi Worms: Worms Hbf/ZOB – Hafenstraße und zurück (und zurück)
- 4907 Ruftaxi Worms/Verbandsgemeinde Monsheim Worms – Pfiffligheim – Leiselheim – Pfeddersheim – Mörstadt (und zurück)
- 4943 Ruftaxi Verbandsgemeinde Wonnegau Frettenheim – Heßloch – Monzernheim – Westhofen – Worms (und zurück)
- 4952 Ruftaxi Bobenheim-Roxheim Worms – Bobenheim – Roxheim (und zurück)
- 6907 Ruftaxi Worms/Lampertheim Worms – Rosengarten – Wehrzollhaus – Hofheim und zurück (und zurück)

Die Ruftaxis müssen vor der gewünschten Abfahrt telefonisch bestellt werden. Es gilt ein besonderer Tarif, bei dem aber Jahres- und Halbjahreskarten des VRN akzeptiert werden.

## Tarife
Der Nahverkehr ist in den Verkehrsverbund Rhein-Neckar (VRN) integriert, es gelten dessen Tarife und Fahrscheine. Worms befindet sich in der Wabe 43, die Stadtteile Rheindürkheim und Ibersheim, Abenheim und Pfeddersheim sowie Heppenheim in Nachbarwaben.
Übergangsregelungen mit dem Rhein-Main-Verkehrsverbund (RMV) sowie seit Ende 2007 auch mit dem Rhein-Nahe-Nahverkehrsverbund (RNN) ermöglichen zudem die Nutzung von Verbundfahrscheinen bspw. nach Frankfurt am Main, Wiesbaden, Mainz, Bingen am Rhein, Bad Kreuznach, Rüdesheim am Rhein, Bad Kreuznach, Idar-Oberstein.